# Lijst van zoogdieren in Europa
Dit is een lijst van zoogdieren die voorkomen in Europa en op Cyprus, de Azoren, Madeira en de Canarische Eilanden. Ook exoten, dwaalgasten en recentelijk uitgestorven diersoorten zijn in de lijst opgenomen. Deze soorten worden aangeduid met respectievelijk (intr), (dw) en (†)

## A
- Acomys minous (Kretenzische stekelmuis)
- Acomys nesiotes
- Alces alces (Eland)
- Allactaga elater
- Allactaga major (Grote paardenspringmuis)
- Allocricetulus eversmanni (Eversmanndwerghamster)
- Alopex lagopus (Poolvos)
- Ammotragus lervia (Manenschaap)
- Apodemus agrarius (Brandmuis)
- Apodemus alpicola (Alpenbosmuis)
- Apodemus epimelas (Westelijke rotsmuis)
- Apodemus flavicollis (Geelhalsbosmuis)
- Apodemus mystacinus (Oostelijke rotsmuis)
- Apodemus ponticus (Pontische bosmuis)
- Apodemus sylvaticus (Bosmuis)
- Apodemus uralensis (Kleine bosmuis)
- Apodemus witherbyi (Perzische bosmuis)
- Arvicola amphibius (Woelrat)
- Arvicola sapidus (West-Europese woelrat)
- Arvicola scherman (Bergwoelrat)
- Atelerix algirus (Trekegel)
- Atlantoxerus getulus (Barbarijse grondeekhoorn) (intr)
- Axis axis (Axishert) (intr)

## B
- Balaena mysticetus (Groenlandse walvis)
- Balaenoptera acutorostrata (Dwergvinvis)
- Balaenoptera borealis (Noordse vinvis)
- Balaenoptera brydei (Brydewalvis)
- Balaenoptera musculus (Blauwe vinvis)
- Balaenoptera physalus (Gewone vinvis)
- Barbastella barbastellus (Mopsvleermuis of Dwarsoorvleermuis)
- Bison bonasus (Wisent)
- Bos primigenius (Oeros) (†)

## C
- Callosciurus erythraeus (Roodbuikeekhoorn) (intr)
- Callosciurus finlaysonii (Finlaysonklappereekhoorn) (intr)
- Canis aureus (Goudjakhals)
- Canis lupus (Wolf)
- Capra aegagrus (Bezoargeit)
- Capra caucasica (West-Kaukasische toer of Koeban-toer)
- Capra cylindricornis (Oost-Kaukasische toer of DagestanToer)
- Capra ibex (Alpensteenbok)
- Capra pyrenaica (Spaanse steenbok)
- Capreolus capreolus (Ree)
- Capreolus pygargus (Siberische ree)
- Castor canadensis (Canadese bever) (intr)
- Castor fiber (Bever)
- Cervus elaphus (Edelhert)
- Cervus nippon (Sikahert) (intr)
- Chionomys gud
- Chionomys nivalis (Sneeuwmuis)
- Chionomys roberti
- Cricetulus migratorius (Trekhamster)
- Cricetus cricetus (Gewone hamster of Korenwolf)
- Crocidura canariensis (Canarische spitsmuis)
- Crocidura gueldenstaedtii (Gueldenstaedts spitsmuis)
- Crocidura leucodon (Veldspitsmuis)
- Crocidura pachyura
- Crocidura russula (Huisspitsmuis)
- Crocidura sicula (Siciliaanse spitsmuis)
- Crocidura suaveolens (Tuinspitsmuis)
- Crocidura zimmermanni (Zimmermanns spitsmuis)
- Cystophora cristata (Klapmuts)

## D
- Dama dama (Damhert)
- Delphinapterus leucas (Beloega of Witte dolfijn)
- Delphinus delphis (Gewone dolfijn)
- Desmana moschata (Russische desman)
- Dicrostonyx torquatus (Halsbandlemming)
- Dinaromys bogdanovi (Bergmuis of Balkansneeuwmuis)
- Dipus sagitta (Ruigvoetspringmuis)
- Dryomys nitedula (Bosslaapmuis)

## E
- Eliomys quercinus (Eikelmuis)
- Ellobius talpinus (Blinde woelmuis, noordelijke aardlemming)
- Eptesicus bottae (Botta's vleermuis)
- Eptesicus fuscus (Grote bruine vleermuis) (dw)
- Eptesicus nilssoni (Noordse vleermuis)
- Eptesicus serotinus (Laatvlieger)
- Equus caballus (Paard)
- Erignathus barbatus (Baardrob)
- Erinaceus concolor
- Erinaceus europaeus (Egel)
- Erinaceus roumanicus (Oost-Europese egel)
- Eubalaena glacialis (Noordkaper)

## F
- Felis chaus (Moeraskat)
- Felis silvestris (Wilde kat)
- Felis silvestris f. catus (Huiskat)
- Feresa attenuata (Dwerggriend)

## G
- Galemys pyrenaicus (Pyrenese desman)
- Genetta genetta (Genetkat)
- Glis glis (Relmuis)
- Globicephala melas (Griend)
- Grampus griseus (Gramper)
- Gulo gulo (Veelvraat)

## H
- Halichoerus grypus (Grijze zeehond of Kegelrob)
- Hemiechinus auritus (Langooregel)
- Herpestes edwardsii (Indische grijze mangoest) (intr)
- Herpestes ichneumon (Egyptische ichneumon) (intr)
- Homo sapiens (Mens)
- Hydropotes inermis (Chinese waterree) (intr)
- Hyperoodon ampullatus (Noordelijke butskop)
- Hystrix cristata (Gewoon stekelvarken) (intr)

## K
- Kogia breviceps (Dwergpotvis)
- Kogia simus (Kleinste potvis)

## L
- Lagenodelphis hosei (Dolfijn van Fraser)
- Lagenorhynchus acutus (Witflankdolfijn)
- Lagenorhynchus albirostris (Witsnuitdolfijn)
- Lagurus lagurus (Steppelemming)
- Lasiurus cinereus (Grijze vleermuis) (dw)
- Lemmus lemmus (Berglemming)
- Lemmus sibiricus (Bruine lemming of Siberische lemming)
- Lepus capensis (Kaapse haas)
- Lepus castroviejoi (Cantabrische haas of Bremhaas)
- Lepus corsicanus (Corsicaanse haas)
- Lepus europaeus (Haas)
- Lepus granatensis (Iberische haas)
- Lepus timidus (Sneeuwhaas)
- Lepus tolai (Tolaihaas)
- Lutra lutra (Otter)
- Lynx lynx (Euraziatische lynx)
- Lynx pardinus (Pardellynx)

## M
- Macaca sylvanus (Berberaap) (intr)
- Macropus rufogriseus (Bennettwallaby) (intr)
- Marmota bobak (Bobakmarmot)
- Marmota marmota (Alpenmarmot)
- Martes foina (Steenmarter)
- Martes martes (Boommarter)
- Martes zibellina (Sabelmarter) (†)
- Megaptera novaeangliae (Bultrug)
- Meles meles (Das)
- Mesocricetus newtoni (Roemeense hamster)
- Mesocricetus raddei (Balkanhamster of Noord-Kaukasische hamster)
- Mesoplodon bidens (Gewone spitssnuitdolfijn)
- Mesoplodon densirostris (Spitssnuitdolfijn van de Blainville) (dw)
- Mesoplodon europaeus (Gervais-spitssnuitdolfijn of Europese spitssnuitdolfijn)
- Mesoplodon grayi (Spitssnuitdolfijn van Gray) (dw)
- Mesoplodon mirus (True-spitssnuitdolfijn of Spitssnuitdolfijn van True)
- Micromys minutus (Dwergmuis)
- Microtus agrestis (Aardmuis)
- Microtus arvalis (Veldmuis)
- Microtus bavaricus (Beierse woelmuis)
- Microtus cabrerae (Cabrerawoelmuis)
- Microtus daghestanicus
- Microtus duodecimcostatus (Provençaalse woelmuis)
- Microtus felteni (Feltens woelmuis)
- Microtus gerbei (Pyrenese woelmuis)
- Microtus gregalis
- Microtus guentheri (Mediterrane woelmuis)
- Microtus lusitanicus (Baskische woelmuis)
- Microtus majori
- Microtus multiplex (Fatio's woelmuis)
- Microtus obscurus
- Microtus oeconomus (Noordse woelmuis)
- Microtus rossiaemeridionalis (Oostelijke veldmuis)
- Microtus savii (Savi's woelmuis)
- Microtus socialis
- Microtus subterraneus (Ondergrondse woelmuis)
- Microtus tatricus (Tatrawoelmuis)
- Microtus thomasi (Thomas' woelmuis)
- Miniopterus schreibersii (Langvleugelvleermuis of Schreibers vleermuis)
- Monachus monachus (Mediterrane monniksrob)
- Monodon monoceros (Narwal)
- Muntiacus reevesi (Chinese muntjak) (intr)
- Mus cypriacus
- Mus macedonicus (Macedonische huismuis)
- Mus musculus (Huismuis)
- Mus spicilegus (Steppemuis)
- Mus spretus (Algerijnse muis)
- Muscardinus avellanarius (Hazelmuis)
- Mustela erminea (Hermelijn)
- Mustela eversmannii (Steppebunzing)
- Mustela lutreola (Europese nerts)
- Mustela nivalis (Wezel)
- Mustela putorius (Bunzing)
- Mustela sibirica (Siberische wezel)
- Mustela vison (Amerikaanse nerts) (intr)
- Myocastor coypus (Beverrat) (intr)
- Myodes glareolus (Rosse woelmuis)
- Myodes rufocanus (Rosgrijze woelmuis)
- Myodes rutilus (Kleine rosse woelmuis)
- Myomimus roachi (Muisslaper of Ognevs slaapmuis)
- Myopus schisticolor (Boslemming)
- Myotis alcathoe
- Myotis bechsteinii (Bechsteins vleermuis of Langoorvleermuis)
- Myotis blythii (Kleine vale vleermuis)
- Myotis brandti (Brandts vleermuis)
- Myotis capaccinii (Capaccini's vleermuis)
- Myotis dasycneme (Meervleermuis)
- Myotis daubentonii (Watervleermuis)
- Myotis emarginatus (Ingekorven vleermuis of Wimpervleermuis)
- Myotis lucifugus (Kleine bruine vleermuis) (dw)
- Myotis myotis (Vale vleermuis)
- Myotis mystacinus (Baardvleermuis)
- Myotis nattereri (Franjestaart)
- Myotis punicus (Feltens vleermuis)

## N
- Nannospalax leucodon (Westelijke blindmuis)
- Neomys anomalus (Millers waterspitsmuis)
- Neomys fodiens (Waterspitsmuis)
- Neomys teres
- Nyctalus azoreum (Azoren rosse vleermuis of Azorenvleermuis)
- Nyctalus lasiopterus (Grote rosse vleermuis)
- Nyctalus leisleri (Bosvleermuis)
- Nyctalus noctula (Rosse vleermuis)
- Nyctereutes procyonoides (Wasbeerhond) (intr)
- Nycteris thebaica (Thebaanse spleetneus) (dw)

## O
- Ochotona alpina (Altaifluithaas)
- Ochotona pusilla (Dwergfluithaas)
- Odobenus rosmarus (Walrus)
- Odocoileus virginianus (Witstaarthert) (intr)
- Ondatra zibethicus (Muskusrat) (intr)
- Orcinus orca (Orka of zwaardwalvis)
- Oryctolagus cuniculus (Konijn)
- Ovibos moschatus (Muskusos)
- Ovis gmelini (Aziatische moeflon)

## P
- Peponocephala electra (Witlipgriend of Witlipdolfijn)
- Phoca caspica (Kaspische rob)
- Phoca hispida (Ringelrob of Kleine zeehond)
- Phoca groenlandica (Zadelrob)
- Phoca vitulina (Gewone zeehond)
- Phocoena phocoena (Bruinvis)
- Physeter catodon (Potvis)
- Pipistrellus kuhlii (Kuhls dwergvleermuis)
- Pipistrellus maderensis (Madeiradwergvleermuis)
- Pipistrellus nathusii (Ruige dwergvleermuis of Nathusius' dwergvleermuis)
- Pipistrellus pipistrellus (Gewone dwergvleermuis)
- Pipistrellus pygmaeus (Kleine dwergvleermuis)
- Pipistrellus savii (Savi's dwergvleermuis)
- Plecotus auritus (Grootoorvleermuis of Bruine grootoorvleermuis)
- Plecotus austriacus (Grijze grootoorvleermuis)
- Plecotus kolombatovici (Balkangrootoorvleermuis)
- Plecotus macrobullaris (Berggrootoorvleermuis)
- Plecotus sardus (Sardijnse grootoorvleermuis)
- Plecotus teneriffae (Canarische grootoorvleermuis)
- Procyon lotor (Wasbeer) (intr)
- Prolagus sardus (Sardijnse fluithaas) (†)
- Prometheomys schaposchnikowi (Prometheuswoelmuis)
- Pseudorca crassidens (Zwarte zwaardwalvis)
- Pteromys volans (Europese vliegende eekhoorn)
- Pygeretmus pumilio

## R
- Rangifer tarandus (Rendier)
- Rattus norvegicus (Bruine rat) (intr)
- Rattus rattus (Zwarte rat) (intr)
- Rhinolophus blasii (Blasius' hoefijzerneus)
- Rhinolophus euryale (Paarse hoefijzerneus)
- Rhinolophus ferrumequinum (Grote hoefijzerneus)
- Rhinolophus hipposideros (Kleine hoefijzerneus)
- Rhinolophus mehelyi (Mehely's hoefijzerneus)
- Rousettus aegyptiacus (Nijlroezet)
- Rupicapra pyrenaica (Pyrenese gems)
- Rupicapra rupicapra (Gems)

## S
- Saiga tatarica (Saïga)
- Sciurus anomalus (Kaukasuseekhoorn)
- Sciurus carolinensis (Grijze eekhoorn) (intr)
- Sciurus vulgaris (Eekhoorn)
- Sicista betulina (Berkenmuis)
- Sicista caucasica
- Sicista kazbegica
- Sicista kluchorica
- Sicista severtzovi
- Sicista strandi
- Sicista subtilis (Driekleurige muis)
- Sorex alpinus (Bergspitsmuis)
- Sorex araneus (Bosspitsmuis)
- Sorex arunchi
- Sorex caecutiens (Noordse spitsmuis)
- Sorex coronatus (Tweekleurige bosspitsmuis)
- Sorex granarius (Iberische bosspitsmuis)
- Sorex isodon (Grauwe spitsmuis)
- Sorex minutissimus (Kleine dwergspitsmuis)
- Sorex minutus (Dwergspitsmuis)
- Sorex raddei
- Sorex samniticus (Italiaanse bosspitsmuis)
- Sorex satunini
- Sorex tundrensis (Toendraspitsmuis)
- Sorex volnuchini
- Sousa teuszii (Kameroendolfijn of Atlantische sousa)
- Spalax graecus (Balkanblindmuis)
- Spalax zemni (Podolskblindmuis)
- Spermophilus citellus (Siesel)
- Spermophilus fulvus (Gele grondeekhoorn)
- Spermophilus major
- Spermophilus musicus
- Spermophilus pygmaeus (Dwerggrondeekhoorn)
- Spermophilus suslicus (Gevlekte soeslik)
- Stenella attenuata (Slanke dolfijn)
- Stenella clymene (Clymene-dolfijn)
- Stenella coeruleoalba (Gestreepte dolfijn)
- Stenella frontalis (Gevlekte dolfijn of Atlantische gevlekte dolfijn)
- Steno bredanensis (Snaveldolfijn)
- Stylodipus telum
- Suncus etruscus (Wimperspitsmuis)
- Sus scrofa (Wild zwijn)
- Sylvilagus floridanus (Floridakonijn) (intr)

## T
- Tadarida teniotis (Europese bulvleermuis)
- Talpa caeca (Blinde mol)
- Talpa caucasica (Kaukasusmol)
- Talpa europaea (Europese mol)
- Talpa levantis (Levantijnse mol)
- Talpa occidentalis (Iberische blinde mol)
- Talpa romana (Romeinse mol)
- Talpa stankovici (Balkanmol)
- Tamias sibiricus (Siberische grondeekhoorn)
- Tursiops truncatus (Tuimelaar)

## U
- Ursus arctos (Bruine beer)
- Ursus maritimus (IJsbeer)

## V
- Vespertilio murinus (Tweekleurige vleermuis)
- Vormela peregusna (Gevlekte bunzing)
- Vulpes corsac (Steppevos of Korsakvos)
- Vulpes vulpes (Vos)

## Z
- Ziphius cavirostris (Dolfijn van Cuvier)